# Evaristo Ribera Chevremont
Evaristo Ribera Chevremont (San Juan, 16 de febrero de 1896 - 1 de marzo de  1976) fue considerado el poeta más lírico de Puerto Rico. Aun cuando varios de sus poemarios publicados retoman el tema del nacionalismo puertorriqueño, la mayoría de sus versos se liberan del regionalismo y de una temática folclórica para ahondar en un gran lirismo de carácter universal.

## Períodos estilísticos
Según estudiosos de la poesía puertorriqueña, la gran terna de la poesía de Puerto Rico la componen los poetas Evaristo Ribera Chevremont, Luis Lloréns Torres y Luis Palés Matos. Importantísima también, aunque no de vanguardia, fue la poesía de Julia de Burgos. El primero de los tres, o sea, Evaristo Ribera Chevremont, es uno de los más grandes poetas Antillanos, e incluso los críticos y estudiosos Federico de Onís y Concha Meléndez, lo consideran como uno de los más importantes poetas de la lengua española. 
Sus primeras obras, como Desfile Romántico (1914) y El templo de los alabastros (1919), están a camino entre el tardorromanticismo y el modernismo. Realizó un viaje a España, entre 1919 y 1924, donde entró en contacto con los ultraístas (véase Ultraísmo) y se interesó por toda la experimentación del vanguardismo. Así, abandonó el modernismo y se entregó a la experimentación ultraísta, sobre todo, en el cultivo del verso libre, en los libros La copa de Hebe (1922), La hora del orífice (1929) y Tú, mar, yo, ella (1946), aunque también utilizó el clasicismo, no como calco, sino como nueva fuente de inspiración, tratando temas de contenido humanista y trascendental: Color (1938), Tonos y formas (1943), Anclas de oro (1945) o Verbo (1947). A partir de aquí se adentró en una poesía más personal, trascendental, de formas sobrias y como fondo el mar además del individualismo ante el universo y ante lo divino. Entre estos libros figuran: Creación (1951), La llama pensativa (1954), Inefable orilla (1961), Memorial de arena (1962), Principio de canto (1965), Río volcado (1968), El caos de los sueños (1974). Obras póstumas suyas son El libro de las apologías (1976), Jinetes de la inmortalidad (1977) y Elegías de San Juan (1980). El último libro del poeta en llegar al público, Sonetos a Galicia, fue publicado póstumamente en el año 1994 por su viuda, María Luisa Méndez y por su hija Iris Ribera-Chevremont Méndez, a través de la editorial de la Junta de Galicia en España.

## Obra publicada
- El Templo de los Alabastros, 1919
- La Copa del Hebe,1922
- Tú, Mar, Yo y Ella
- Los Almendros del Paseo Covadonga
- Pajarera

- Color
- Tonos y Formas, 1943
- Creación
- Barro, 1945
- Verbo,1947
- Anclas de Oro, 1945
- El Niño de Arcilla, 1950
- La llama Pensativa,1955
- Inefable Orilla, 1961
- Memorial de Arena,1962
- Punto Final (Poemas del Sueño y de la Muerte)
- Principio de Canto
- El Semblante
- Jinetes de la Inmortalidad
- Rio Volcado 1968
- Canto de mi Tierra
- El Caos de los Sueños 1974
- El Hondero Lanzó la Piedra, 1975
- El Libro de las Apologías , 1976 (Póstumo)
- Elegías a San Juan, 1980 (Póstumo)
- Obra Poética, Vol I, 1980
- Obra Poética, Vol II, 1980
- Sonetos a Galicia (Póstumo)